# Военные облигации

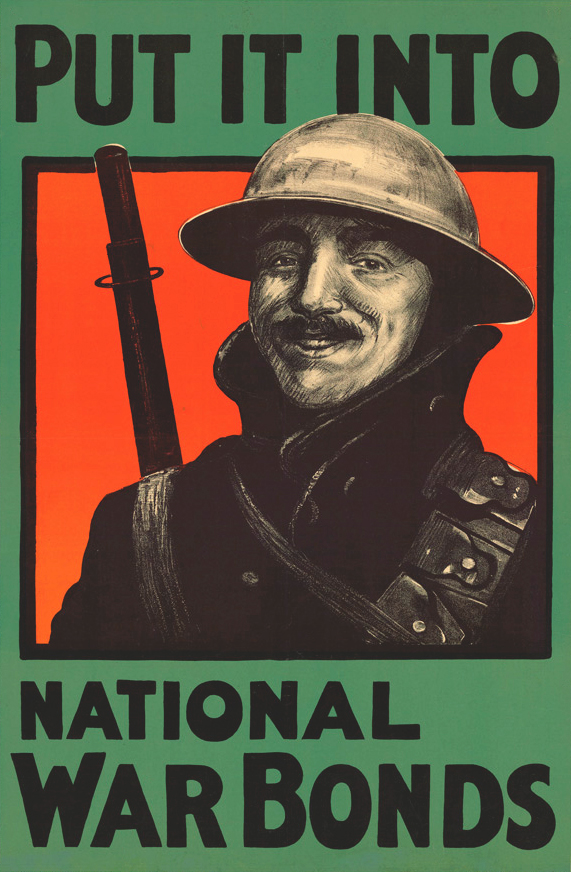
Великобритания — «Вкладывай в национальные Военные Облигации»

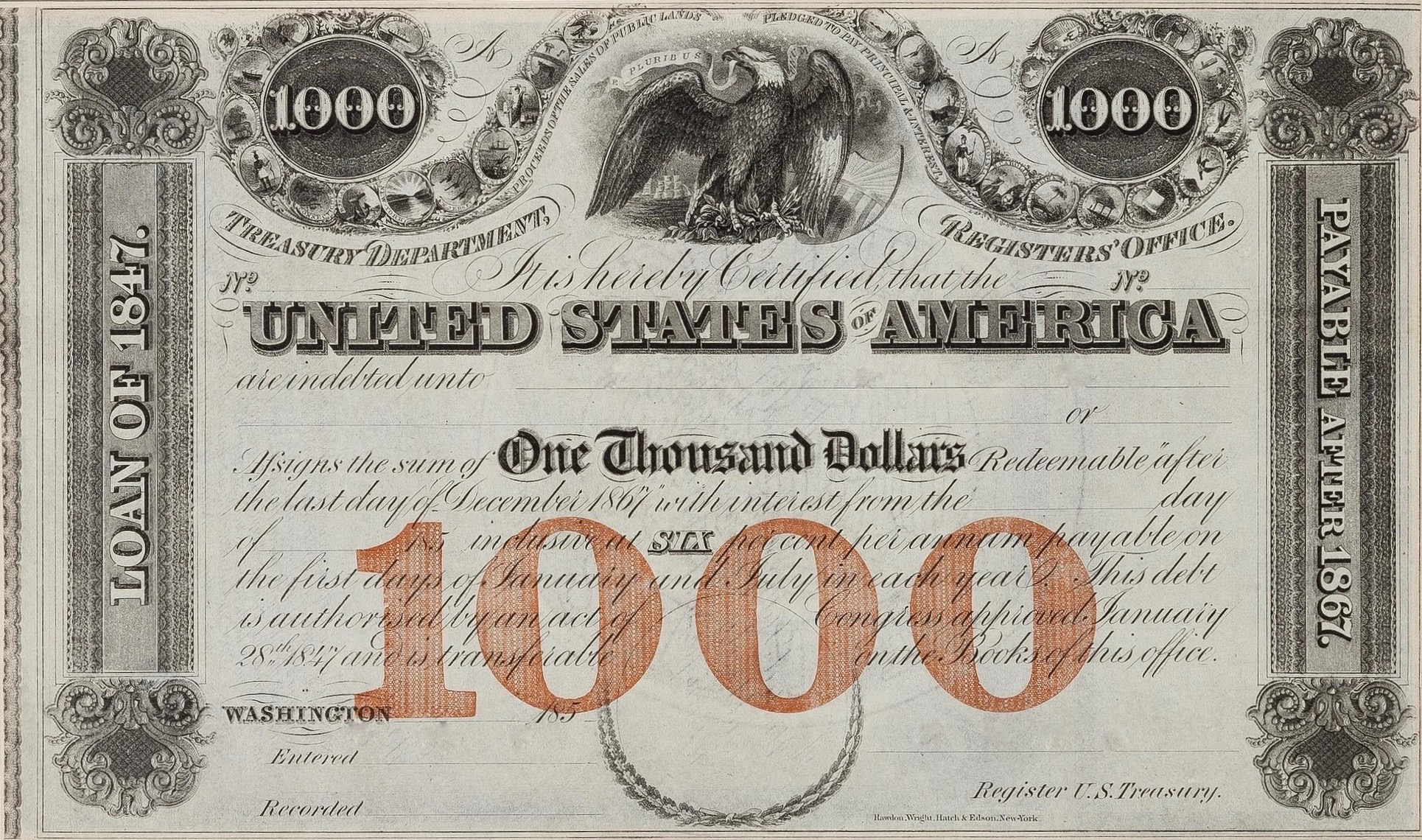
США — заём на Американо-мексиканскую войну, 1847

Австро-Венгрия — «И вы граждане, вступайте в бой. Подпишите 7-й военный заём», 1917

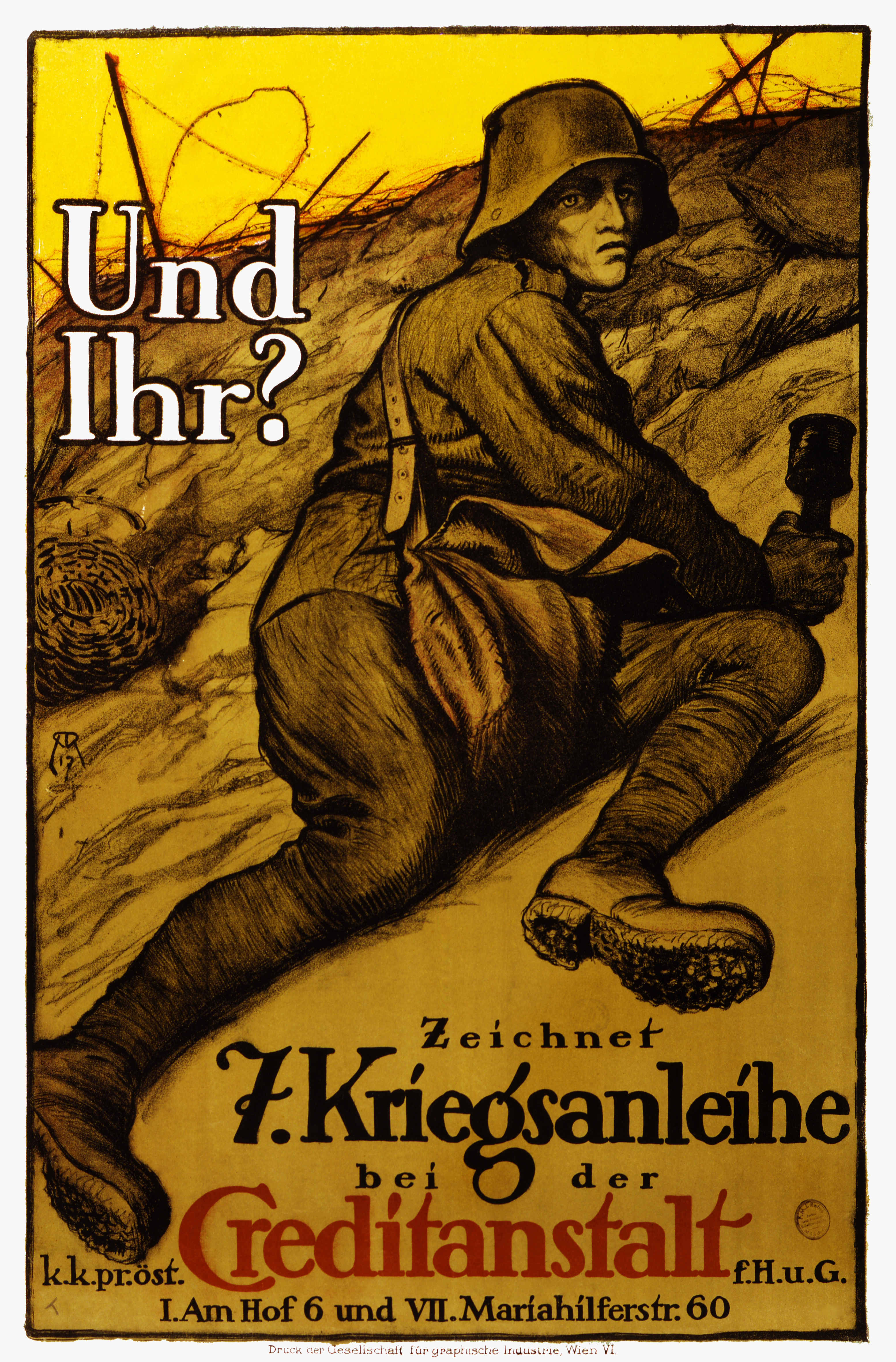
Австро-Венгрия — «А ты? Подпишись на 7-й военный заём в банке Creditanstalt», ноябрь 1917

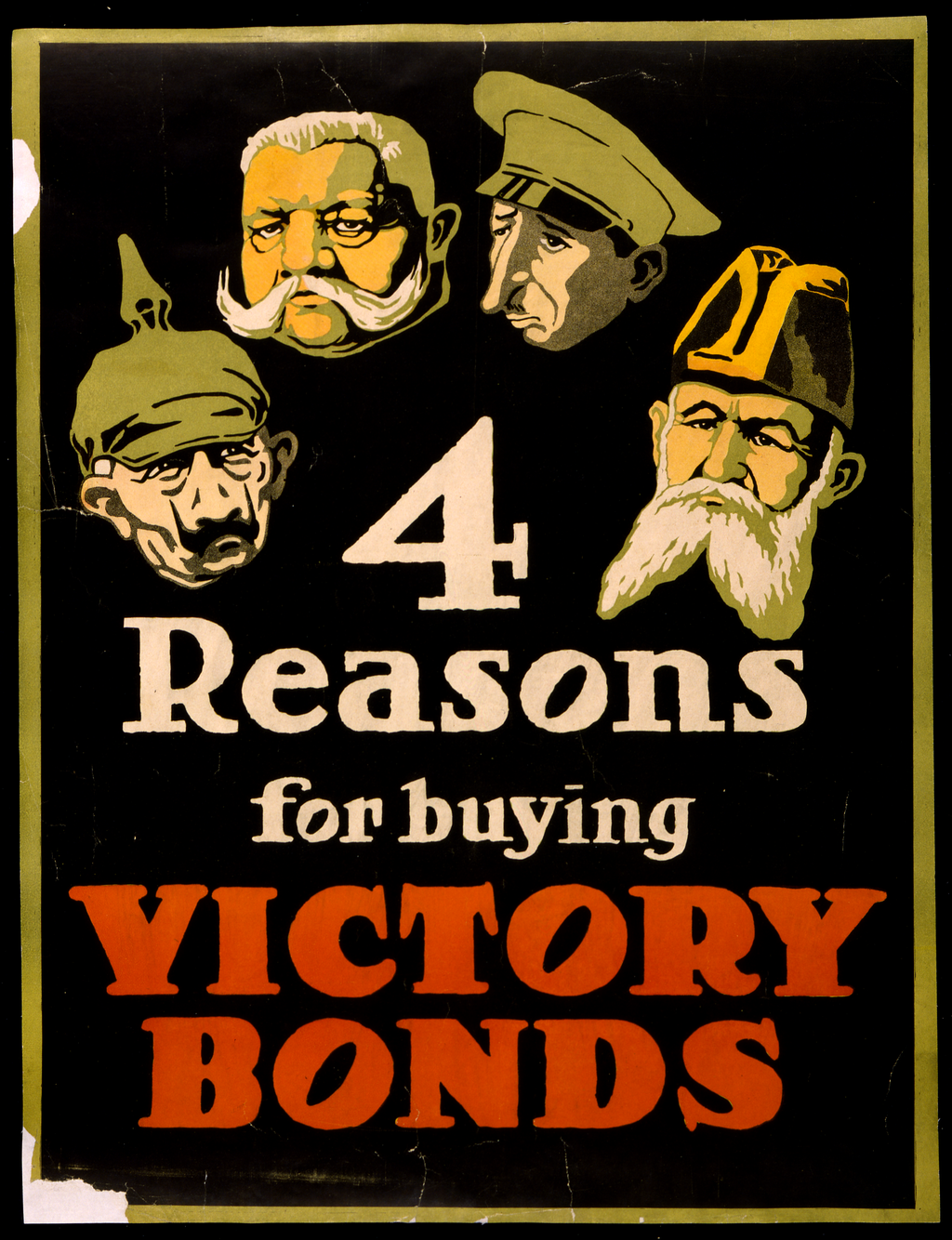
Канада — «4 причины покупать облигации победы», 1917. Слева направо: Кайзер Вильгельм II, Пауль фон Гинденбург, кронпринц Прусский Вильгельм, Альфред фон Тирпиц.

Военные облигации — долговые ценные бумаги, выпущенные правительством в целях финансирования военных операций во время войны. Такие облигации способствуют накоплению средств для ведения войны и одновременно дают возможность гражданам страны осознать свою причастность к военным действиям. Также эта система используется как средство борьбы с инфляцией, так как деньги изымаются из обращения до конца войны. Призывы купить военные облигации часто обращаются к совести и патриотизму граждан. Правительство выпускает облигации, цена которых, как правило, ниже рыночной, и которые ранжируются в широкой ценовой разновидности, что делает их доступными для всех граждан.

## До Первой мировой войны
Правительствам всех стран всегда и везде нужны были средства для содержания армии во время ведения войны. Обычно они заключали сделки с отдельными богатыми людьми, такими как Якоб Фуггер и Майер Ротшильд, но подобные сделки не отличались от обыкновенного взятия денег в долг, что можно было бы сделать и в мирное время. Ранее термин «военная облигация» означал сумму в 11 миллионов долларов, использованных Конгрессом США согласно Закону от 14 марта 1812 года для финансирования войны с Наполеоном Бонапартом, но данный закон не затрагивал напрямую широкие слои общества. Возможно, самыми старыми военными облигациями, которые всё ещё ценятся, являются Британские Консоли, некоторые из которых — результат рефинансирования долгов времён наполеоновских войн.
Джей Кук был первым, кто начал продавать облигации общественности, обращаясь при этом к чувству патриотизма граждан. Во время Гражданской войны в США, с 1862 по 1864 годы, он через посредников продал военных облигаций в поддержку Союза на сумму 500 миллионов долларов. Военные облигации были использованы как Союзом, так и правительством Конфедеративных Штатов Америки с целью увеличения средств для ведения войны. 62 % своих военных сил Союз финансировал с помощью облигаций.

## Первая мировая война

### Австро-Венгрия
Правительство Австро-Венгрии с самых первых дней Первой мировой войны понимало, что не сможет рассчитывать на возможности своей банковской системы для покрытия расходов на войну. Тогда они провели политику финансирования войны по образцу Германии: в ноябре 1914 года была продана первая облигация. Как и в Германии, австро-венгерские кредиты выдавались по ранее разработанному плану каждые полгода в ноябре и мае. Ставка первой австрийской облигации была 5 %, и выдавалась она на пятилетний срок. Самая дешёвая облигация стоила 100 крон.
В 1919 году Венгрия выдавала кредиты отдельно от Австрии в виде акций, которые позволили абоненту требовать возврата денег по истечении года. Процентная ставка была установлена на уровне шести процентов, а самая малая облигация стоила 50 крон. Подписка на первой австрийской выпуск облигаций составила $ 440 200 000; то есть первая венгерская облигация была эквивалентна $ 235 млн.
Дети также были привлечены к покупке облигаций в рамках школ. Первоначально, дети просто не могли купить наименьшую облигацию из всех в 100 крон, поэтому с третьим выпуском облигаций в 1915 появилось новое правило, согласно которому дети отдавали денег столько, сколько могли, а остаток от 100 крон покрывали банки. Данная система успешно вошла в жизнь, она также способствовала выявлению средств у общества и поощряла лояльность молодёжи к государству и его будущему. Более 13 миллионов крон было собрано за время трёх распродаж «детских облигаций».

### Канада
Канада была вовлечена в Первую мировую войну с 1914 года, когда начали выпускаться облигации, которые после 1917 года стали называть Облигации Победы (или «победные облигации»). Первые облигации выдавались уже в ноябре 1915, но до того времени, пока во время четвёртой кампании в ноябре 1917 не выпустили Облигации Победы. Первая Облигация Победы представляла собой 5,5%-ную облигацию на 5, 10 и 20 лет (некоторые из них были примерно на $50), и она быстро окупилась, собрав 398 миллионов долларов или 50 долларов в среднем на жителя. Второй и Третий выпуски Облигаций Победы были в 1918 и 1919, принеся ещё 1,34 млрд долларов. Для тех, кто не мог купить Облигации Победы, правительство выпустило специальные Военные Сберегательные книжки.

### Германия
В отличие от Франции и Британии, на начало Первой мировой войны Германия была фактически изолирована от международных финансовых рынков. Это стало особо заметно после провальной попытки взятия крупного займа на Уолл-стрит в 1914 году. Таким образом, Германия могла довольствоваться только внутренними займами, которые закреплялись за кредитными документами, выпускаемые Рейхстагом. По большей части это были общественные военные облигации (Kriegsanleihe).
За всё время войны было девять выпусков облигаций с интервалом в шесть месяцев, как и в Австро-Венгрии. Непосредственно процесс продажи облигаций занимал несколько недель, он сопровождался массовой пропагандой во всех возможных СМИ. Доход от большинства облигаций составлял пять процентов. Облигации были погашены за десять лет, через полугодовые выплаты. Как и в других странах, в Германии покупка облигации частным лицом показывала его патриотизм. Облигации же часто распространялись через различные банки, почтовые отделения и другие финансовые институты.

### Соединённое Королевство
В августе 1914 года золотовалютные резервы Банка Англии (и фактически всей банковской системы Великобритании) составляли девять миллионов фунтов стерлингов (на тот момент £1 = US$4.85). Банки опасались объявления войны, так как это могло повлечь за собой массовое изъятие банковских вкладов, так что казначей Девид Ллойд Джордж увеличил августовские Банковские каникулы до трёх дней, чтоб выиграть время для принятия Закона о Банках и Валюте, тем самым покидая золотой стандарт. Согласно этому закону казначейство выпустило 300 млн фунтов стерлингов без поддержки золотом, которыми банки могли бы погасить свои обязательства. Ведущий банкир Уолтер Лиф назвал эту эмиссию «беспроцентным военным займом на неограниченный срок, и таким образом, весьма доходной, с точки зрения правительства, операцией».
Первый процентный военный заём был выпущен в ноябре 1914 года по ставке 3,5 %, погашался по номинальной стоимости в 1925-28, и принёс £ 332 500 000 (£ 350 млн номинальной стоимостью, как заём был выдан с 5%-ной скидкой).

## Вторая мировая война

### СССР
Первый военный заём в СССР выпускается весной 1942 года. Формально покупка военных облигаций была делом добровольным, но фактически носила обязательный характер. При этом, в отличие от довоенных займов, военные облигации не принимались в залог по ссудам населения в сберкассах. Начиная с 1942 года рабочие и служащие ежегодно подписывались на сумму, равную их месячному заработку, которую должны были выплатить в течение десяти месяцев. Это был обязательный минимум, ниже которого нельзя было опускаться. А стахановцев и высокооплачиваемых рабочих начальство и вовсе побуждало подписываться на полтора или даже два оклада. Офицеры Красной Армии подписывались на 170 % от месячного оклада, а генералы — на 200 %. Приветствовалось единовременное внесение всей суммы или большей её части наличными деньгами. Удержания по подписке производились ежемесячно. В итоге удельный вес средств от займов в доходах государственного бюджета в годы войны составил около 10 %.

## Вторжение России на Украину
В связи со вторжением России на Украину Кабинет министров Украины на следующий день, 25 февраля 2022 года, объявил о выпуске облигаций внутреннего государственного займа «Военные облигации» номиналом по 1000 гривен каждая с доходностью 11 % годовых, предоставив гражданам страны, бизнесу и иностранным инвесторам возможность «поддержать финансирование потребностей армии и бюджета страны». 1 марта состоялся первый аукцион, по результатам которого удалось привлечь в бюджет 8,1 млрд гривен. 8 марта был проведён второй аукцион, благодаря которому удалось привлечь 6,6 млрд гривен под тот же процент. Вместе с тем Национальный банк Украины выкупил облигаций на 20 млрд гривен, отметив вынужденный характер данного шага и заявив, что будет финансировать только критические расходы правительства в ограниченных объёмах. 15 марта на третьем аукционе по военным облигациям было привлечено 5,4 млрд гривен. 22 марта на очередном аукционе удалось привлечь в бюджет Украины 6 млрд гривен. Наряду с обычными военными облигациями выпускались краткосрочные бонды на 2 месяца или полгода — с более низкой ставкой доходности.